# Waitaria Bay
Waitaria Bay est une localité située dans la région de Marlborough de l’Île du Sud de la Nouvelle-Zélande.

## Situation
Elle siège sur le côté nord de Kenepuru Sound dans le Marlborough Sounds , .

## Installation
La ville est une des plus isolées de l’Île du Sud à avoir une école.
Le magasin le plus proche est à environ 50 minutes de voiture.
La ville la plus proche :Havelock, est à 2 heures de voiture, et le plus proche centre important: la cité de Blenheim, est à 2,5 heures de voiture,.

## Éducation
L'école de Waitaria Bay School est une école mixte, assurant tout le primaire (allant de l’année 1 à 8) avec un taux de décile de 10 et un effectif de 20 élèves.
L'école a ouverte en 1897.